# Raungchai Choothongchai
Raungchai Choothongchai (thailändisch เรืองชัย ชูธงชัย; * 23. März 1993), auch als Ton bekannt, ist ein thailändischer Fußballspieler.

## Karriere
Raungchai Choothongchai steht seit mindestens 2020 beim Nakhon Pathom United FC unter Vertrag. Wo er vorher gespielt hat, ist unbekannt. Der Verein spielt in der zweiten thailändischen Liga, der Thai League 2. Am Ende der Hinrunde 2022/23 wurde sein Vertrag nicht verlängert. Nachdem er von Januar 2023 bis Anfang August 2023 vertrags- und vereinslos war, nahm ihn der mittlerweile in der ersten Liga spielende Nakhon Pathom United wieder unter Vertrag. Nach insgesamt fünf Ligaspielen wurde sein Vertrag im Sommer 2024 nicht verlängert. Im Juli 2024 nahm ihn der Thai League 3Drittligist Thap Luang United FC unter Vertrag. Mit dem Verein spielt er in der Western Region der Liga.